# NGC 7098
NGC 7098 は、はちぶんぎ座に位置する棒渦巻銀河。環が二重になっていることが特徴的な環状銀河である。

## 概要
天の南極に位置するはちぶんぎ座の領域にある。地球から約9500万光年の彼方にあり、直径は152,400光年と推定されている。
1835年9月22日にジョン・ハーシェルにより発見された。
楕円形の中心領域を取り囲むように内側の環があり、それを取り囲むように外側の環が存在する。また、棒状の構造も二重になっている。